# القنفذ الإتروسكي
القنفذ الإتروسكي (Suncus etruscus)، المعروف أيضًا باسم القنفذ القزم الإتروسكي, القنفذ القزم ذو الأسنان البيضاء وقنفذ سافي, هو أصغر الثدييات المعروفة حاليًا من حيث الكتلة، حيث يزن حوالي 1.8 غ في المتوسط. (يعتبر خفاش كيتّي أصغر الثدييات من حيث حجم الجمجمة وطول الجسم.)
يبلغ طول جسم القنفذ الإتروسكي حوالي 4 سم باستثناء الذيل. يتميز بحركات سريعة جدًا وتمثيل غذائي سريع، حيث يأكل حوالي 1.5–2 ضعف وزنه اليومي. يتغذى على مجموعة متنوعة من الفقاريات واللافقاريات الصغيرة، معظمها من الحشرات، ويمكنه صيد أفراد من نفس حجمه. تفضل هذه القنافذ المناخات الدافئة والرطبة وتوزع بشكل واسع في الحزام بين 10° و 30° شمالًا الذي يمتد من أوروبا وشمال إفريقيا حتى ماليزيا. كما توجد في جزر مالطا، الواقعة في وسط البحر الأبيض المتوسط. على الرغم من انتشارها وعدم تعرضها للتهديد بشكل عام، إلا أنها نادرة بشكل عام ومهددة في بعض البلدان.

## الوصف
يمتلك القنفذ الإتروسكي جسماً نحيفًا (غير مقطوع)، بطول يتراوح بين 3 و باستثناء الذيل، الذي يضيف 2.4 إلى. تتراوح كتلة الجسم بين 1.3 غ و 2.5 غ وعادة ما تكون حوالي 1.8 غ. بالمقارنة، يمكن أن يكون القنفذ ذو الأسنان البيضاء الكبير مرتبطًا بالطول مرتين ويزن أربعة إلى خمسة أضعاف. الرأس كبير نسبيًا، مع خرطوم طويل ومتحرك، والساقين الخلفيتين صغيرتان نسبيًا. الأذنان كبيرتان نسبيًا وبارزتان. يتمتع القنفذ الإتروسكي بمعدل نبض قلب سريع جدًا، يصل إلى 1511 نبضة/دقيقة (25 نبضة/ثانية) وكتلة عضلة قلبية كبيرة نسبيًا، تمثل 1.2% من وزن الجسم. لون الفراء على الظهر والجوانب بني فاتح، لكنه رمادي فاتح على البطن. يصبح الفراء أكثر كثافة وسماكة من الخريف إلى الشتاء. عادة ما يمتلك القنفذ 30 سنًا، لكن السن الرابع العلوي الأوسط صغير جدًا (بدائي)، وقد يكون غائبًا في بعض الأفراد. بالقرب من الفم، تنمو مجموعة كثيفة من الشوارب القصيرة، التي يستخدمها القنفذ بنشاط للبحث عن الفريسة، خاصة في الليل. لا يوجد اختلاف في السمات الجسمية بين الذكور والإناث.

## النشاط
تعيش القنافذ الإتروسكية بمفردها باستثناء فترات التزاوج. يُقدّر عمرها الافتراضي عادةً بحوالي عامين، ولكن مع وجود درجة كبيرة من عدم اليقين. تحمي أراضيها من خلال إصدار أصوات تشويش وإيماءات عدوانية. تميل إلى تنظيف نفسها باستمرار عندما لا تتناول الطعام، وتكون دائمًا في حركة عندما تكون مستيقظة وغير مختبئة. فترات الاختباء قصيرة، وعادةً ما تستمر أقل من نصف ساعة. تُسمع أصوات نقر عندما تتحرك هذه القنافذ، والتي تتوقف عندما تستريح. تكون القنافذ أكثر نشاطًا في الليل عندما تقوم برحلات طويلة؛ خلال النهار، تبقى بالقرب من العش أو في مكان للاختباء. تصل إلى أقصى مستوى من النشاط عند الفجر.
نظرًا لصغر حجمها وبالتالي ارتفاع نسبة السطح إلى الحجم، فإن القنفذ الإتروسكي في خطر دائم من انخفاض حرارة الجسم، وسيتجمد بسرعة حتى الموت إذا لم يكن لمعدله الأيضي السريع للغاية. تنقبض عضلات الهيكل العظمي بمعدل حوالي 13 انقباضة/ثانية أثناء التنفس فقط. في المواسم الباردة وأثناء نقص الغذاء، تخفض القنافذ درجات حرارة أجسامها إلى حوالي 12 °م (54 °ف) وتدخل في حالة سبات مؤقت لتقليل استهلاك الطاقة. يتم مصاحبة التعافي من هذه الحالة بـ ارتعاش بمعدل 58 انقباضة عضلية/ثانية. هذا يحفز التسخين بمعدل يصل إلى 0.83 °C/min، وهو من بين أعلى القيم المسجلة في الثدييات؛ يزداد معدل ضربات القلب بشكل أُسّي مع الوقت من 100 إلى 800–1200 نبضة/دقيقة، ويرتفع معدل التنفس بشكل خطي من 50 إلى 600–800 نفس/دقيقة.
تتزاوج القنافذ الإتروسكية بشكل رئيسي من مارس إلى أكتوبر، على الرغم من أنه يمكن أن تكون حاملًا في أي وقت من السنة. عادةً ما تتشكل الأزواج في الربيع وقد تتحمل بعضها البعض وصغارها لبعض الوقت في العش. فترة الحمل هي 27–28 يومًا، ولديها 2–6 صغار في كل ولادة. تولد الصغار عارية وعمياء، وتزن فقط 0.2 غ. بعد فتح عيونهم في عمر 14 إلى 16 يومًا، ينضجون بسرعة. عادةً ما تنقل الأم الصغار عندما يكون عمرهم 9 إلى 10 أيام، وإذا تعرضت للاضطراب، فإنها تعيد توطينهم عن طريق قيادتهم بذيلها في تشكيل يشبه القافلة، وهي سلوك يُعرف باسم القافلة، حيث يعض كل صغير ذيل الصغير الذي أمامه. يتم فطام صغار القنفذ الإتروسكي في عمر 20 يومًا. بحلول عمر ثلاثة إلى أربعة أسابيع، يصبح الصغار مستقلين وسرعان ما يصلون إلى النضج الجنسي.

## التوزيع
يعيش القنفذ الإتروسكي في حزام يمتد بين 10° و40° شمالًا عبر أوراسيا. في جنوب أوروبا، وُجد في ألبانيا، البوسنة والهرسك، بلغاريا، كرواتيا، قبرص، فرنسا، مقدونيا الشمالية، مالطا، مونتينيغرو، اليونان، إيطاليا، البرتغال، سلوفينيا، إسبانيا، وتركيا، مع تقارير غير مؤكدة في أندورا، جبل طارق وموناكو؛ تم إدخالها من قبل البشر إلى بعض الجزر الأوروبية، مثل جزر الكناري.
توجد القنافذ أيضًا في شمال إفريقيا (الجزائر، مصر، ليبيا، المغرب، تونس) وحول شبه الجزيرة العربية (البحرين، إسرائيل، الأردن، لبنان، عمان، سوريا، واليمن بما في ذلك سقطرى). في آسيا، تم ملاحظتها في أفغانستان، أذربيجان، بوتان، الصين (مقاطعة جينغما فقط)، بورما، جورجيا، الهند، إيران، العراق، كازاخستان، لاوس، ماليزيا (الجزء الماليزي من جزيرة بورنيو)، نيبال، باكستان، الفلبين، سريلانكا، طاجيكستان، تايلاند، تركيا، تركمانستان وفيتنام. هناك تقارير غير مؤكدة عن القنفذ الإتروسكي في غرب وشرق إفريقيا (غينيا، نيجيريا، إثيوبيا) وفي أرمينيا، بروناي، إندونيسيا، الكويت وأوزبكستان.
بشكل عام، فإن هذا النوع منتشر وليس مهددًا، لكن كثافته تكون عمومًا أقل من القنافذ الأخرى التي تعيش في المنطقة. في بعض المناطق، يكون نادرًا، خاصة في أذربيجان، جورجيا، الأردن وكازاخستان (مدرج في الكتاب الأحمر).

## الموطن
يفضل القنفذ الإتروسكي الموائل الدافئة والرطبة المغطاة بالشجيرات، والتي يستخدمها للاختباء من المفترسات. عادةً ما تُسكن المناطق التي يلتقي فيها التضاريس المفتوحة مثل المراعي والشجيرات مع الغابات المتساقطة الأوراق. يمكن العثور عليه عند مستوى سطح البحر ولكنه عادة ما يقتصر على سفوح الجبال والأحزمة السفلى من سلاسل الجبال، على الرغم من أنه وُجد حتى 3,000 م () فوق مستوى سطح البحر. يستعمر القنافذ الإتروسكية الشجيرات الضيقة على ضفاف البحيرات والأنهار، بالإضافة إلى المناطق التي يزرعها الإنسان (الحدائق المهجورة، والبساتين، والكروم، وحقول الزيتون وحواف الحقول). ومع ذلك، يتجنب القنفذ المناطق التي تُزرع بشكل مكثف، وكذلك الغابات الكثيفة والكثبان الرملية. هو غير متكيف بشكل جيد لحفر الجحور، لذلك ينظم أعشاشه في ملاجئ طبيعية مختلفة، وشقوق وجحور غير مأهولة. يترددون على الصخور، والصخور الكبيرة، والجدران الحجرية والأنقاض، ويتحركون بسرعة بين هذه الأماكن.

## الصيد والتغذية
نظرًا لنسبة السطح إلى حجم الجسم العالية، فإن القنفذ الإتروسكي لديه أيض سريع للغاية ويجب أن يأكل 1.5–2.0 ضعف وزنه في الطعام يوميًا. يتغذى بشكل أساسي على مجموعة متنوعة من اللافقاريات، بما في ذلك الحشرات، اليرقات ودودة الأرض، بالإضافة إلى صغار البرمائيات، السحالي والقوارض، ويمكنه صيد فريسة بحجم جسمه تقريبًا. يفضل الأنواع ذات الهيكل الخارجي الناعم والرقيق، لذلك يتجنب النمل عند توفر الخيار. الجندب، حيث يكون شائعًا، غالبًا ما يكون فريسة منتظمة. يقتل الفريسة الكبيرة عن طريق عضها في الرأس ويأكلها على الفور، لكنه يأخذ الحشرات الصغيرة إلى عشه. عندما يصطاد، يعتمد بشكل أساسي على حاسة اللمس بدلاً من الرؤية، وقد يصطدم بطعامه في الليل.

## المفترسون والتهديدات
أكبر تهديد للقنافذ الإتروسكية يأتي من الأنشطة البشرية، لا سيما تدمير أراضي تعشيشها وموائلها نتيجة الزراعة. القنافذ الإتروسكية حساسة أيضًا لتغيرات الطقس، مثل الشتاء البارد والفترات الجافة. المفترسون الرئيسيون هم الطيور الجارحة.

## روابط خارجية
- مقاطع فيديو لهجمات القنفذ الإتروسكي